# Manolo Zanella
Manolo Zanella (Feltre, 23 dicembre 1983) è un ex ciclista su strada italiano.

## Carriera
Cresce nel vivaio del G.S. Termopiave, team ciclistico di Cavaso del Tomba. Nel 2005, dopo due anni di esperienza, approda al G.S. Zalf Desiréé Fior di Castelfranco Veneto, rimanendoci per due anni consecutivi, fino a fine 2006; nel 2006 vince il Circuito del Porto-Trofeo Internazionale Arvedi, gara del calendario Europe Tour, e si piazza secondo alla Firenze-Empoli e al Gran Premio San Giuseppe. Nel 2007 passa alla Filmop Ramonda Parolin, società ciclistica con sede a Montecchio Maggiore.
L'ultima squadra di club sarà per Zanella il Cycling Team Friuli, con cui gareggia nella stagione 2008 piazzandosi terzo al Grand Prix Velka cena Palma in Slovacchia.

## Palmarès
- 2004
  - Circuito di Bibano
  - 2ª tappa Giro della Regione Friuli Venezia Giulia

- 2005
  - 3ª tappa del Giro Ciclistico Pesca e Nettarina di Romagna Igp
  - 2° alla Coppa San Vito

- 2006
  - Circuito del Porto-Trofeo Internazionale Arvedi
  - Trofeo Memorial Alfredo Lando
  - 2° alla Firenze-Empoli
  - 2° al Gran Premio San Giuseppe

- 2007
  - Trofeo Lindo e Sano
  - Coppa Quagliotti

- 2008
  - 7ª tappa del Giro di Romania
  - 3° al Gran Premio di Palma